# پاتریک هاکل
پاتریک هاکل (انگلیسی: Patrick Huckle؛ زادهٔ ۴ نوامبر ۱۹۸۳) بازیکن فوتبال اهل آلمان است.
از باشگاه‌هایی که در آن بازی کرده‌است می‌توان به باشگاه فوتبال اولم ۱۸۴۶ و باشگاه فوتبال روت‌وایس اسن اشاره کرد.